# She Makes Comics
She Makes Comics es una película documental de 2014 sobre la historia de las mujeres en la industria del cómic desde los inicios del medio a principios del siglo XX. Presenta entrevistas con profesionales clave de la industria, incluidos artistas, escritores, editores y minoristas, así como con miembros destacados de la cultura fan circundante.

## Trasfondo
She Makes Comics es la quinta coproducción entre Respect Films y Sequart Organization. La película fue dirigida por Marisa Stotter, quien comenzó a trabajar con Respect Films durante el verano de 2013. La producción comenzó en octubre de 2013, con varias entrevistas realizadas en la región del sur de California.

### Campaña de Kickstarter
El 3 de febrero de 2014, la Organización Sequart lanzó una campaña de Kickstarter para financiar la película. Durante el período de financiación de 31 días, la campaña recaudó 54.001$, casi 15.000 más que la meta inicial. Este superávit permitió que el proyecto anunciara varios objetivos ambiciosos, incluido un minidocumental sobre la primera dibujante de cómic afroamericana, Jackie Ormes, que sería un complemento de She Makes Comics.

## Producción
Los cineastas viajaron a varias ciudades, incluidas Nueva York y San Diego, para realizar entrevistas con figuras destacadas de los cómics. Entre los creativos entrevistados se encuentran la escritora Kelly Sue DeConnick, el escritor de X-Men Chris Claremont, los creadores de Elfquest Wendy y Richard Pini, la artista Becky Cloonan y la artista de Tits & Clits Joyce Farmer. Los profesionales de la industria entrevistados incluyen a la ex editora ejecutiva del sello Vertigo de DC Comics Karen Berger, el expresidente de DC Comics Paul Levitz, la ex editora de DC Jenette Kahn, la organizadora de la Comic-Con International Jackie Estrada y Heidi MacDonald, de Comics Beat. Se filmaron entrevistas adicionales con varios académicos, periodistas, artistas y miembros destacados de la comunidad de fanáticos.

## Lanzamiento
La película tuvo su estreno en el Festival Internacional de Cine Comic-Con en 2015, donde ganó el premio al mejor documental. Posteriormente, XLRator Media adquirió la película para su distribución.

## Trama
La película recorre la historia de las mujeres en los cómics como profesionales de la industria y como fans. Comienza con los primeros días de los cómics y sigue el ascenso de las mujeres en la industria emergente de los cómics de los años 30 y 40. Cuenta la historia de las contribuciones de las mujeres a los cómics convencionales, con figuras como las artistas Ramona Fradon (que dibujó para DC Comics) y Marie Severin (que trabajó en Marvel Comics). La película también se centra en el movimiento clandestino de cómics de los años 70, el ascenso de las mujeres a puestos destacados en las principales editoriales de los años 80 y el florecimiento de las creadoras de cómics independientes y webcómics.